# Julöns flygplats
Julöns flygplats, Christmas Island Airport, (IATA: XCH, ICAO: YPXM) är en flygplats på Julön (Australien). Den ligger på den norra delen av ön, 3 km söder om huvudorten Flying Fish Cove. Flygplatsen ligger 279 meter över havet.
Flygplatsen betjänas av två flygturer per vecka från Perth och Learmonth i Australien och en gång per vecka från Kuala Lumpur, Malaysia.